# ديفيد بيرسون (جيولوجي)
ديفيد بيرسون هو متواصل علمي وجيولوجي كندي، ولد في 1942.